# Lumea de dincolo 2: Evoluția
Lumea de dincolo 2: Evoluția (engleză Underworld: Evolution sau Underworld 2) este un film de groază american din 2006 regizat de Len Wiseman, al doilea din seria Lumea de dincolo..

## Povestea
Filmul este inspirat dintr-o populară serie de benzi desenate și ne propune o noua mitologie legata de vampiri și vârcolaci, diferită față de mitologiile clasice din scrierile lui Anne Rice, Bram Stoker sau față de seriile Vampire the Masquerade. Lupta pentru supremație dintre vampiri și vârcolaci s-a încheiat demult cu victoria primilor. Acum, liderii vampirilor conduc pe rând, câte unul în timp ce alți doi hibernează, iar vampirii luptători sunt puțini și patrulează continuu doar pentru a tine supraviețuitorii vârcolacilor la respect. La apariția lui Michael Corvin, un urmaș direct al părintelui comun al vampirilor și vârcolacilor, ce îmbină în el sângele vampirilor și vârcolacilor, ies la suprafață o serie de secrete și o conspirație la care participa membri din ambele tabere. Selene, conducătoare a vampirilor luptători încearcă să descopere conspirația și să asigure supremația definitivă a vampirilor.

## Distribuția
- Kate Beckinsale (Selene)
- Scott Speedman (Michael Corvin)
- Michael Sheen (Lucian)
- Shane Brolly (Kraven)
- Bill Nighy (Viktor)
- Erwin Leder (Singe)